# Her er mit hjem
Her er mit hjem er en dokumentarfilm fra 1956 instrueret af Hagen Hasselbalch efter eget manuskript.

## Handling
At indrette sit hjem er en interessant, men vanskelig opgave. Filmen skildrer, hvordan et hjem er blevet til, og hvorledes kvinden i hjemmet i sin søgen efter gode og smukke ting har oplevet danske kunsthåndværkere i deres inspiration og i deres arbejde med at fremstille møbler, sølvtøj, stoffer og porcelæn. For hende er det, som om naturen selv har præget alt, og hun har fundet skønhed i de gode brugsting, der nu smykker hendes hjem og gør det både personligt og til et udtryk for, hvad dansk kunstindustri formår.